# 神沢駅
神沢駅（かみさわえき）は、愛知県名古屋市緑区神沢一丁目にある名古屋市営地下鉄桜通線の駅である。駅番号はS20。駅のテーマカラーは黄櫨染■である。

## 歴史
- 2010年（平成22年）5月17日：駅名を決定する[3]。
- 2011年（平成23年）3月27日：開業する[4]。

## 駅構造

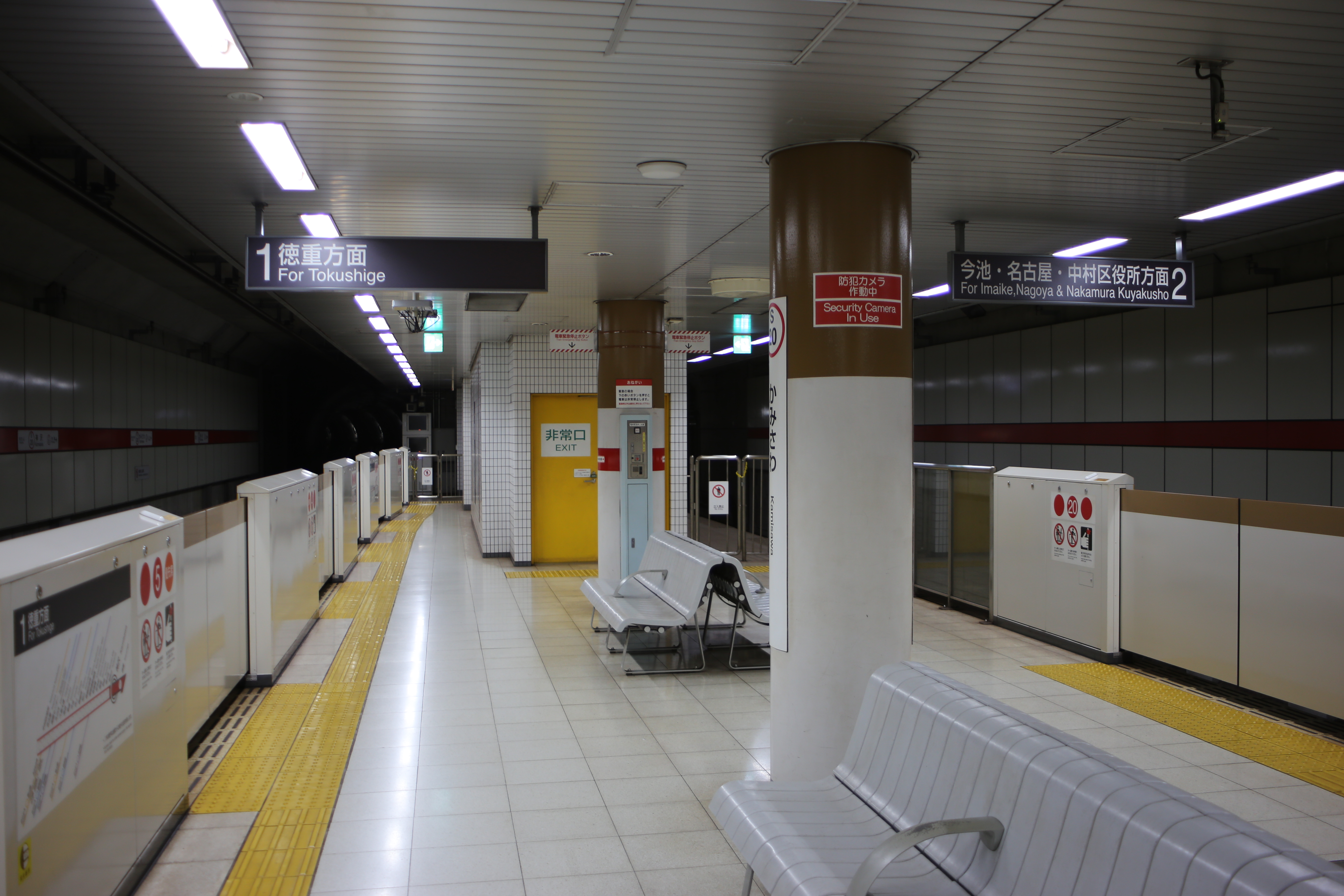
ホーム（2017年9月）

島式ホーム1面2線を有する地下駅で、可動式ホーム柵が設置されている。ホームは20m車6両編成まで対応している。出入口は2箇所あり、いずれもエレベーターが設置されている。当駅周辺は傾斜地であるため駅は全体的に深めに造られており、ホームは地表から約20mの深さに位置する。
当駅は、桜通線駅務区今池管区駅が管轄している。
駅業務は開業以来日本通運に委託されている。

### のりば
| ホーム | 路線   | 行先                     |
| ------ | ------ | ------------------------ |
| 1      | 桜通線 | 徳重方面                 |
| 2      | 桜通線 | 今池・名古屋・太閤通方面 |

## 利用状況
2019年度の乗車人員は1,192,191人で、1日平均乗車人員は3,257人である。桜通線の駅では鶴里駅に次いで乗車人員が少なく、名古屋市営地下鉄全線でも妙音通駅、上飯田駅（名鉄直通利用者を含まず）、鶴里駅に次いで4番目に少ない駅である。終点の徳重駅まで比較的近いため、当駅の利用者はほとんど今池・名古屋方面へ向かう。
開業以降の年度別乗車人員の推移は下表のとおりである。
| 年度               | 乗車人員 | 乗車人員  |
| 年度               | 1日平均  | 年度毎    |
| ------------------ | -------- | --------- |
| 2010年（平成22年） | 2,556    | 12,780    |
| 2011年（平成23年） | 2,305    | 843,738   |
| 2012年（平成24年） | 2,586    | 944,072   |
| 2013年（平成25年） | 2,813    | 1,026,822 |
| 2014年（平成26年） | 2,969    | 1,083,801 |
| 2015年（平成27年） | 3,087    | 1,129,996 |
| 2016年（平成28年） | 3,204    | 1,169,528 |
| 2017年（平成29年） | 3,288    | 1,200,241 |
| 2018年（平成30年） | 3,266    | 1,192,191 |
| 2019年（令和元年） | 3,257    | 1,192,191 |

## 駅周辺
周囲には、集合団地など住宅が多数存在する。

### 周辺の施設
- 県営緑黒石住宅
- 名古屋市上下水道局 鳴海配水場
- EQVo!（エクボ）もも山店
- 西友 鳴海店
- 名古屋銀行 鳴海東支店
- 名古屋第二環状自動車道 鳴海IC
- 環状2号（名古屋環状2号線、国道302号）
- 東海通（名古屋市道東海橋線）

### バス路線
最寄りのバス停は、名古屋市営バスの地下鉄神沢である。地下鉄延伸前は神沢一丁目という名称で、野並駅や原駅からの路線があったが、現在は地域巡回系統のみが経由する。
- 徳重巡回：白土 - 地下鉄徳重 - 地下鉄神沢 - 篭山西 - 藤田医科大学病院

## 隣の駅
名古屋市交通局
 桜通線
相生山駅 (S19) - 神沢駅 (S20) - 徳重駅 (S21)